# Stöppach (Untersiemau)
Stöppach ist ein Gemeindeteil von Untersiemau im oberfränkischen Landkreis Coburg.

## Lage
Stöppach liegt etwa sechs Kilometer südlich von Coburg, in ein Seitental der Itz eingebettet, am Fuß des Hohensteins. Gemeindeverbindungsstraßen führen nach Meschenbach, Scherneck, Haarth und Hohenstein. Der Grundgraben, ein rechter Zufluss der Itz, fließt durch den Ort und speist den Dorfteich.

## Geschichte
Stöppach wurde 1317 erstmals als „Stetebach“ urkundlich erwähnt. Seit 1790 heißt die Siedlung Stöppach.
Anfang des 14. Jahrhunderts lag Stöppach im Herrschaftsbereich der Henneberger. 1353 kam der Ort mit dem Coburger Land im Erbgang zu den Wettinern und war somit ab 1485 Teil des Kurfürstentums Sachsen, aus dem später das Herzogtum Sachsen-Coburg hervorging. Stöppach gehört seit Jahrhunderten zum evangelisch-lutherischen Kirchensprengel von Scherneck.
Das Gemeindehaus, ein zweigeschossiges Satteldachhaus mit Dachreiter und Fachwerkobergeschoss, stammt als wohl ältestes Gebäude des Ortes aus der Mitte des 18. Jahrhunderts. Im Jahr 1862 wurde ein Schulhaus eröffnet und der Männergesangsverein gegründet.
In einer Volksbefragung am 30. November 1919 stimmten acht Stöppacher Bürger für den Beitritt des Freistaates Coburg zum thüringischen Staat und 81 dagegen. Somit gehörte ab dem 1. Juli 1920 auch Stöppach zum Freistaat Bayern.
Die Gemeinde gewann 1967 den Wettbewerb Das Schönere Dorf im Landkreis Coburg. Als ersten Preis erhielt das Dorf einen Brunnen des Nailaer Bildhauers Sigurd Bischoff.
Am 1. Juli 1972 wurde Stöppach als Ortsteil in die Gemeinde Untersiemau eingegliedert.

## Einwohnerentwicklung
| Jahr | Einwohnerzahl |
| ---- | ------------- |
| 1837 | 187           |
| 1910 | 228           |
| 1933 | 238           |
| 1939 | 212           |
| 1970 | 320           |
| 2014 | 409           |
| 2020 | 382           |